# چاک آرنولد
چاک آرنولد (انگلیسی: Chuck Arnold؛ زادهٔ ۳۰ مهٔ ۱۹۲۶ در استمفورد، کنتیکت – درگذشتهٔ ۴ سپتامبر ۱۹۹۷ در سانتا آنا، کالیفرنیا) رانندهٔ مسابقات اتومبیل‌رانی اهل ایالات متحده آمریکا بود. آرنولد از سال سال ۱۹۵۹ تا ۱۹۶۸ به‌طور پراکنده در سری مسابقات خودروهای چرخ‌باز یواس‌ای‌سی شرکت کرد. او موفق به شروع ۱۱ مسابقه شامل مسابقهٔ ایندیاناپلیس ۵۰۰ سال ۱۹۵۹ شد. او سه بار موفق شد رقابت را در میان ده نفر برتر به پایان برساند، و بهترین نتیجه‌ای که کسب کرد، مقام پنجم در سال ۱۹۵۹ در ترنتون بود.

## نتایج کامل در فرمول یک
(کلید)
| سال  | شرکت‌کننده  | شاسی       | موتور         | ۱        | ۲      | ۳        | ۴      | ۵        | ۶      | ۷        | ۸       | ۹       | ۱۰     | ق.ر.  | امتیاز |
| ---- | ---------- | ---------- | ------------- | -------- | ------ | -------- | ------ | -------- | ------ | -------- | ------- | ------- | ------ | ----- | ------ |
| ۱۹۵۹ | هال-مار    | کرتیس کرفت | آفن‌هازر ۴-خطی | موناکو   | ۵۰۰ ۱۵ | هلند     | فرانسه | بریتانیا | آلمان  | پرتغال   | ایتالیا | آمریکا  |        | ر. ن. | ۰      |
| ۱۹۶۰ | فرد گرهارت | گرهارت     | آفن‌هازر ۴-خطی | آرژانتین | موناکو | ۵۰۰ ع.ص. | هلند   | بلژیک    | فرانسه | بریتانیا | پرتغال  | ایتالیا | آمریکا | ر. ن. | ۰      |